# 明治大学付属八丈島高等学校
明治大学付属八丈島高等学校（めいじだいがくふぞく はちじょうじまこうとうがっこう）は、かつて東京都八丈島に存在した私立高等学校である。現在の東京都立八丈高等学校。

## 概要
八丈島では戦後、高校の設置を望む声が高まり、当時人口が多かった大賀郷村と三根村の間で誘致合戦が発生した。運動の結果、1949年に東京都立園芸高等学校八丈分校（現：東京都立八丈高等学校）が大賀郷村に置かれたが、これに対して三根村が独自に高校誘致運動を継続して行った結果、明治大学が名乗りを上げて同校が作られた。
付属八丈島高校の設立にあたっては、三根村出身の明大校友を通じて大学の上層部に高校新設の話が持ち込まれたところ、当時総長を務めていた鵜澤總明が、僻地教育に関心を寄せていたことが同校の設立決定に大きく関わっていたという。
男女共学・1学年1学級で始まり、明大への推薦入学制度も設けられたが、離島ゆえに運営経費が重くかかるのと生徒数が少なかったことが最大の問題であった。赤字を補うために花の栽培や養魚場経営、観光などの収益事業も検討されていた。また、大賀郷村と三根村が融和して町村合併したのを機に、同校は都立八丈高校へ統合されることが決まり、数年でその歴史に幕を閉じた。廃校に際して施設その他は都に移管され、都立八丈高校に受け継がれた。卒業生数の合計は326名。

## 沿革
- 1950年
  - 3月 - 設置認可。
  - 4月 - 開校。
- 1955年6月 - 廃校。

## 基礎情報
以下の情報は主に開校当初のもの。
- 所在地 - 三根村仲通
- 設置学科
  - 普通科（3年制）
  - 夜間部（4年制）
  - 専攻科目（女子のみ、本科・研究科各1年制）
- 教職員
  - 校長 - 大橋留治
  - 教員 - 12名
  - 職員 - 3名
- その他
  - 校舎 - 木造2階建て
  - 校歌 - 明治大学校歌

## 出身者
- 笹本直衛 - 元八丈町町長